# Патасони, Амисоли
Амисоли Патасони (англ. Amisoli Patasoni; 27 февраля 1901, Зуни-Пуэбло, Нью-Мексико — 4 января 1962, Лас-Вегас, Нью-Мексико) — американский легкоатлет, выступавший в беге на длинные дистанции и кроссе. Участник летних Олимпийских игр 1920 года.

## Биография
Амисоли Патасони родился 27 февраля 1901 года в американской местности Зуни-Пуэбло. Происходил из индейской народности зуни.
Окончил институт Хаскелла в Лоренсе в штате Канзас.
В 1920 году победил в беге на 10 000 метров на отборочных олимпийских соревнованиях на Среднем Западе.
В том же году вошёл в состав сборной США на летних Олимпийских играх в Антверпене. В беге на 10 000 метров не смог завершить полуфинальный забег, сойдя на 6-м километре. В кроссе также сошёл с дистанции. В командном зачёте кросса в составе сборной США занял 4-е место.
Патасони стал одним из первых индейцев, выступавших на Олимпийских играх.
Умер 4 января 1962 года в американском городе Лас-Вегас  в штате Нью-Мексико.

## Личный рекорд
- Бег на 10 000 метров — 33.33,6 (1920)[1]